# Yo, lápiz

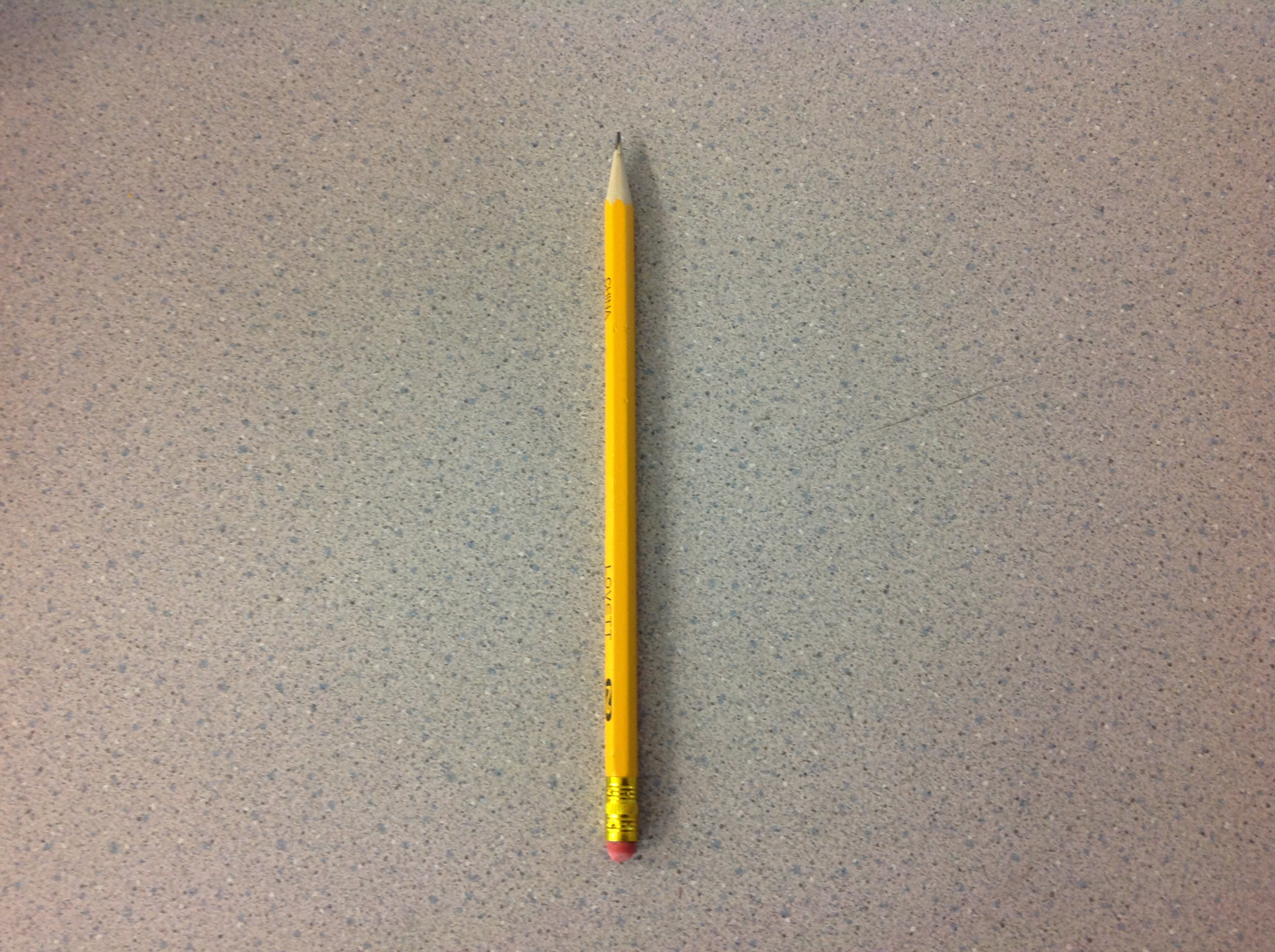
Un lápiz similar al descrito en el ensayo.

Yo, lápiz es un ensayo del académico Leonard Read. El título completo es Yo, lápiz: mi árbol genealógico, según Leonard E. Read y fue publicado por primera vez en diciembre de 1958 de The Freeman. Fue reimpreso en The Freeman en mayo de 1996 y en un folleto titulado "Yo... Lápiz" en mayo de 1998. En la reimpresión, Milton Friedman escribió la introducción y Donald J. Boudreaux escribió el epílogo. Friedman (ganador en 1976 del Premio en Ciencias Económicas en memoria de Alfred Nobel) utilizó el ensayo en su show de televisión PBS en 1980 Libre para elegir y acompañado del libro del mismo nombre. 
Yo, lápiz está escrito en primera persona desde el punto de vista de un lápiz Mongol 482 de la compañía Eberhard Faber. El lápiz detalla la complejidad de su propia creación, enumerando sus componentes (cedro, laca, grafito, regatón, facticio, piedra pómez, cera, pegamento) y las numerosas personas involucradas, hasta el barrendero en la fábrica y el guardián del faro que guía el envío en el puerto. El lápiz concluye que él mismo existe en "la ausencia una mente maestra, de alguien dictando o dirigiendo por la fuerza esas incontables acciones que me llevan a la existencia" y explica de modo didáctico conceptos como "mano invisible", "orden espontáneo" o "conocimiento disperso".